# Bellowing Sea
Bellowing Sea-Racked by Tempest is het debuutalbum van de Noorse muziekgroep In Lingua Mortua.
In Lingua Mortua is een van de bands waarvan Lars Fredrik Frøislie de muzikaal leider is. Hij is ook betrokken bij Wobbler en The Opium Cartel. Froislie laat zich niet in één muzieksoort vangen. Hij speelt met Wobbler en The Opium Cartel progressieve rock; met In Lingua Mortua speelt hij deathmetal met grunts. De progressieve rock is niet helemaal verdwenen want zware sombere mellotronklanken halen de scherpe kantjes van de muziek af. Ook in de zachtere passages is progressieve rock te horen. Een soortgelijk muziekalbum is Watershed van Opeth. Het album is opgenomen in de vrije uren van Frøislie van 2000 tot 2005 in Noorwegen. Teksten zijn niet alleen van Frøislie, maar ook van Dante Alighieri, Homerus en Peter Hammill. Een volgend album Salon des Refusés is al aangekondigd maar in augustus 2009 nog niet verschenen.

## Musici
- Lars Fredrik Frøislie – toetsinstrumenten, basgitaar, zang en samples
- Marius Glenn Olaussen – gitaar
- Uruz – slagwerk
- Trondr Nefas – zang
- Raymond Håkenrud – gitaar
- Kristian Karl Hultgren – saxofoon (ook van Wobbler)
- Jonny Pedersen – dwarsfluit

## Composities
1. Oceanus Procellarum
2. Awe and terror
3. Mirage
4. Relinquish
5. Lacus somniorum
6. From winsome to bestial
7. Sowers of discord
8. The melancholy surge